# Leandro Gonçalves
Leandro Gonçalves do Amaral, mais conhecido como Leandrinho (Campo Grande, 1 de abril de 1993) é um futebolista paralímpico brasileiro, que se posiciona como meio-campista.
Atualmente atua na seleção brasileira de futebol de 7, exclusiva a deficientes intelectuais; na qual representou seu país nos Jogos Olímpicos de Verão de 2016, no Rio de Janeiro.